# 野村勇
野村 勇（のむら いさみ、1996年12月1日 - ）は、兵庫県神戸市垂水区出身のプロ野球選手（内野手、外野手）。右投右打。福岡ソフトバンクホークス所属。

## 経歴

### プロ入り前
香川県の寒川高等学校から拓殖大学に進学。拓殖大学野球部に所属するも入部時はBチームだった。1年秋から2部リーグであったが、その後4年生の時にレギュラーを掴み、チームの主戦力として活躍する。拓殖大学野球部時代の同期に岸潤一郎がいる（なお、岸は中退）。
拓殖大学卒業後は、NTT西日本硬式野球部でプレーした。都市対抗野球は3年連続でチームが、自身は2年目から試合に出場した。
2021年10月11日のドラフト会議において、福岡ソフトバンクホークスから4位指名を受け、12月8日に契約金5000万円、年俸1200万円で入団に合意した（金額は推定）。背番号は99。球団に同じ苗字の選手である野村大樹が在籍しているため、報道およびスコアボード上の表記はフルネームの「野村勇」、背ネーム表記は「I.NOMURA」となる。

### ソフトバンク時代
2022年は新人ながら開幕を一軍で迎えた。3月29日（対ロッテ戦・ZOZOマリンスタジアム）には、延長10回無死一塁の場面で、中村晃の代走に起用されると、盗塁を決め、タッチアップで一死三塁とし、今宮健太の三塁ゴロ（記録は野選）の間に頭から本塁へ突入して間一髪のタイミングで決勝点となる得点を記録した。4月6日の対オリックス・バファローズ戦に「2番・左翼手」として出場し、プロ初スタメンを経験。この試合の第二打席では田嶋大樹からプロ初安打となる三塁への内野安打を放った。4月21日の対オリックス・バファローズ戦では田嶋から5回無死一塁からバックスクリーン直撃の本塁打を放ち、これがプロ入り初本塁打になった。8月21日、対日本ハム21回戦（福岡PayPayドーム）で2本の本塁打を放ち通算10本塁打となり、日本プロ野球史上59人目、パ・リーグでは2016年の吉田正尚（オリックス）以来6年ぶり史上21人目となる新人選手による2桁本塁打を達成、併せて、1950年に蔭山和夫、1961年に小池兼司がそれぞれ達成した2リーグ制以降の球団新人シーズン最多本塁打記録9本を更新、1リーグ時代の1939年に鶴岡一人が達成した球団記録に83年ぶりに並んだ。その後本塁打はなかったものの、シーズン最終戦となった10月2日のロッテ戦（ZOZOマリン）8回表二死から振り逃げで出塁したデスパイネの代走として出場した際に、二盗を試み、一旦アウトと判定されたものの、リプレー検証により判定が覆りセーフとなり、これがシーズン10盗塁目で、パ・リーグでは1985年の熊野輝光（阪急）以来37年ぶりとなる新人選手による2桁本塁打&2桁盗塁を達成した。クライマックスシリーズ（CS）ファイナルステージ第3戦では、オリックス田嶋大樹から本塁打を放ち、これがCSでは史上球団初、他チーム・リーグを含めても2017年セ・リーグCSの大山悠輔（阪神）以来となる新人の本塁打となった。
2023年は2月の春季キャンプ中に下半身のコンディション不良でリハビリ組に回り、一軍開幕戦が開催されたのと同じ3月31日、尼崎市内の病院で内視鏡下椎弓形成術を受け、復帰まで約2か月と発表された。その影響でシーズン初の出場選手登録が6月6日まで遅れたこともあり、出場試合数は前年の97試合からほぼ半減となる50試合、打率.160、本塁打数は僅か3本にとどまった。
2024年春季キャンプ中の2月20日、左坐骨疲労骨折により離脱。4月16日には出場選手登録されたが5月27日に抹消。6月30日再登録され9月24日に抹消されるまで一軍登録されていたが、前年を上回る4盗塁を記録した以外、出場試合数は38試合、打席数も前年のおよそ半分近い50といずれも前年の数値を下回り、プロ3シーズン目にして本塁打のみならず長打0の僅か5安打、打率.116に留まった。
2025年、4月11日のロッテ戦（ZOZOマリン）で10回に小野郁から2023年9月13日の西武戦以来、2シーズンぶりの本塁打を放ちこれが決勝点となった。5月6日の西武戦（ベルーナドーム）では自身初の4安打を記録した。5月22日の日本ハム戦（エスコンフィールドHOKKAIDO）で古林睿煬から初球先頭打者本塁打を放った。7月6日の西武戦（福岡PayPayドーム）で隅田知一郎から決勝本塁打を放った。7月20日の西武戦（ベルーナドーム）で武内夏暉から決勝本塁打を放った。怪我で辞退した紅林弘太郎に代わって代替選手としてオールスター初出場した。8月2日の楽天戦（福岡PayPayドーム）で5回1死満塁の場面で村林一輝の遊撃へのハーフライナーをワンバウンドで処理、素早く二塁に送球し「6―4―3」の併殺を完成させ、試合後小久保裕紀監督は「（奈良原浩）ヘッド（コーチ）がハーフライナーの練習を1年半ぐらいやっていた。やっと本番で見られました。練習のたまものです」と絶賛した。8月6日のロッテ戦（ZOZOマリン）で石川柊太から2022年に記録した自己最多に並ぶ10号3ランを放つなど自己最多の4打点を記録した。

## 選手としての特徴・人物
走攻守で高い能力を発揮する内野手。一発長打を秘めるパンチ力、50m走のタイム5秒8の俊足、遠投120mの強肩を誇る。本職の遊撃手に加え、二塁手、三塁手、外野手もこなせるユーティリティープレイヤー。
愛称は「タラコ」、「イサミちゃん」。
趣味は実家で飼っているブンチョウの「ちゅんちゅん」と散歩、ゴルフ、釣り。
プロ入り前の2021年3月に結婚し、同年9月には第一子が誕生している。
弟も同じく拓殖大学野球部でプレーし、現在は社会人野球チームの鷺宮製作所に所属している。

## 詳細情報

### 年度別打撃成績
| 年 度     | 球 団        | 試 合 | 打 席 | 打 数 | 得 点 | 安 打 | 二 塁 打 | 三 塁 打 | 本 塁 打 | 塁 打 | 打 点 | 盗 塁 | 盗 塁 死 | 犠 打 | 犠 飛 | 四 球 | 敬 遠 | 死 球 | 三 振 | 併 殺 打 | 打 率 | 出 塁 率 | 長 打 率 | O P S |
| --------- | ------------ | ----- | ----- | ----- | ----- | ----- | -------- | -------- | -------- | ----- | ----- | ----- | -------- | ----- | ----- | ----- | ----- | ----- | ----- | -------- | ----- | -------- | -------- | ----- |
| 2022      | ソフトバンク | 97    | 203   | 180   | 40    | 43    | 9        | 3        | 10       | 88    | 25    | 10    | 5        | 4     | 0     | 17    | 0     | 2     | 64    | 5        | .239  | .312     | .489     | .800  |
| 2023      | ソフトバンク | 50    | 95    | 81    | 14    | 13    | 2        | 0        | 3        | 24    | 7     | 1     | 0        | 1     | 1     | 8     | 0     | 4     | 33    | 0        | .160  | .266     | .296     | .562  |
| 2024      | ソフトバンク | 38    | 50    | 43    | 9     | 5     | 0        | 0        | 0        | 5     | 1     | 4     | 0        | 1     | 0     | 6     | 1     | 0     | 18    | 1        | .116  | .225     | .116     | .341  |
| 通算：3年 | 通算：3年    | 185   | 348   | 304   | 63    | 61    | 11       | 3        | 13       | 117   | 33    | 15    | 5        | 6     | 1     | 31    | 1     | 6     | 115   | 6        | .201  | .287     | .385     | .671  |

- 2024年シーズン終了時

### 年度別守備成績
内野守備
| 年 度 | 球 団        | 一塁  | 一塁  | 一塁  | 一塁  | 一塁  | 一塁     | 二塁  | 二塁  | 二塁  | 二塁  | 二塁  | 二塁     | 三塁  | 三塁  | 三塁  | 三塁  | 三塁  | 三塁     | 遊撃  | 遊撃  | 遊撃  | 遊撃  | 遊撃  | 遊撃     |
| 年 度 | 球 団        | 試 合 | 刺 殺 | 補 殺 | 失 策 | 併 殺 | 守 備 率 | 試 合 | 刺 殺 | 補 殺 | 失 策 | 併 殺 | 守 備 率 | 試 合 | 刺 殺 | 補 殺 | 失 策 | 併 殺 | 守 備 率 | 試 合 | 刺 殺 | 補 殺 | 失 策 | 併 殺 | 守 備 率 |
| ----- | ------------ | ----- | ----- | ----- | ----- | ----- | -------- | ----- | ----- | ----- | ----- | ----- | -------- | ----- | ----- | ----- | ----- | ----- | -------- | ----- | ----- | ----- | ----- | ----- | -------- |
| 2022  | ソフトバンク | -     | -     | -     | -     | -     | -        | 22    | 27    | 40    | 1     | 11    | .985     | 66    | 11    | 39    | 0     | 3     | 1.000    | 20    | 12    | 19    | 0     | 3     | 1.000    |
| 2023  | ソフトバンク | -     | -     | -     | -     | -     | -        | 9     | 12    | 15    | 0     | 1     | 1.000    | 25    | 8     | 18    | 1     | 1     | .963     | 5     | 3     | 9     | 0     | 1     | 1.000    |
| 2024  | ソフトバンク | 1     | 0     | 0     | 0     | 0     | ----     | 16    | 23    | 25    | 0     | 3     | 1.000    | 4     | 1     | 2     | 1     | 0     | .750     | 11    | 5     | 8     | 0     | 0     | 1.000    |
| 通算  | 通算         | 1     | 0     | 0     | 0     | 0     | ----     | 47    | 52    | 80    | 1     | 15    | .993     | 95    | 20    | 59    | 2     | 4     | .975     | 36    | 20    | 36    | 0     | 4     | 1.000    |

外野守備
| 年 度 | 球 団        | 外野  | 外野  | 外野  | 外野  | 外野  | 外野     |
| 年 度 | 球 団        | 試 合 | 刺 殺 | 補 殺 | 失 策 | 併 殺 | 守 備 率 |
| ----- | ------------ | ----- | ----- | ----- | ----- | ----- | -------- |
| 2022  | ソフトバンク | 1     | 1     | 0     | 0     | 0     | 1.000    |
| 2023  | ソフトバンク | 1     | 0     | 0     | 0     | 0     | ----     |
| 通算  | 通算         | 2     | 1     | 0     | 0     | 0     | 1.000    |

- 2024年度シーズン終了時

### 記録
初記録
- 初出場：2022年3月25日、対北海道日本ハムファイターズ1回戦（福岡PayPayドーム）、8回裏に松田宣浩の代走で出場
- 初盗塁：2022年3月29日、対千葉ロッテマリーンズ1回戦（ZOZOマリンスタジアム）、10回表に二盗（投手：西野勇士、捕手：佐藤都志也）
- 初先発出場：2022年4月6日、対オリックス・バファローズ2回戦（福岡PayPayドーム）、「2番・左翼手」で先発出場
- 初打席：同上、1回裏に田嶋大樹から遊ゴロ
- 初安打：同上、3回裏に田嶋大樹から三前安打[27]
- 初打点：2022年4月8日、対埼玉西武ライオンズ1回戦（ベルーナドーム）、9回表にボー・タカハシから中前適時打
- 初本塁打：2022年4月21日、対オリックス・バファローズ6回戦（京セラドーム大阪）、5回表に田嶋大樹から中越2ラン

その他の記録
- オールスターゲーム出場：1回（2025年）

### 背番号
- 99（2022年[5] - ）

### 登場曲
- 「Walking with you」Novelbright（2022年）
- 「Coral」SPiCYSOL（2022年 - ）
- 「power」little mix（2023年 - ）
- 「闘いの場所で」ビーグルクルー（2023年 - ）